# Rishiram Pradhan
Rishiram Pradhan (ur. w 1962) – nepalski judoka, olimpijczyk z Seulu.
Na igrzyskach w Seulu (1988) startował w wadze do 65 kilogramów. W 1/32 finału Pradhan przegrał przez ippon z Pavlem Petřikovem z Czechosłowacji.